# Autoserica methneri
Autoserica methneri är en skalbaggsart som beskrevs av Moser 1924. Autoserica methneri ingår i släktet Autoserica och familjen Melolonthidae. Inga underarter finns listade.